# Cercado (provins i Tarija)

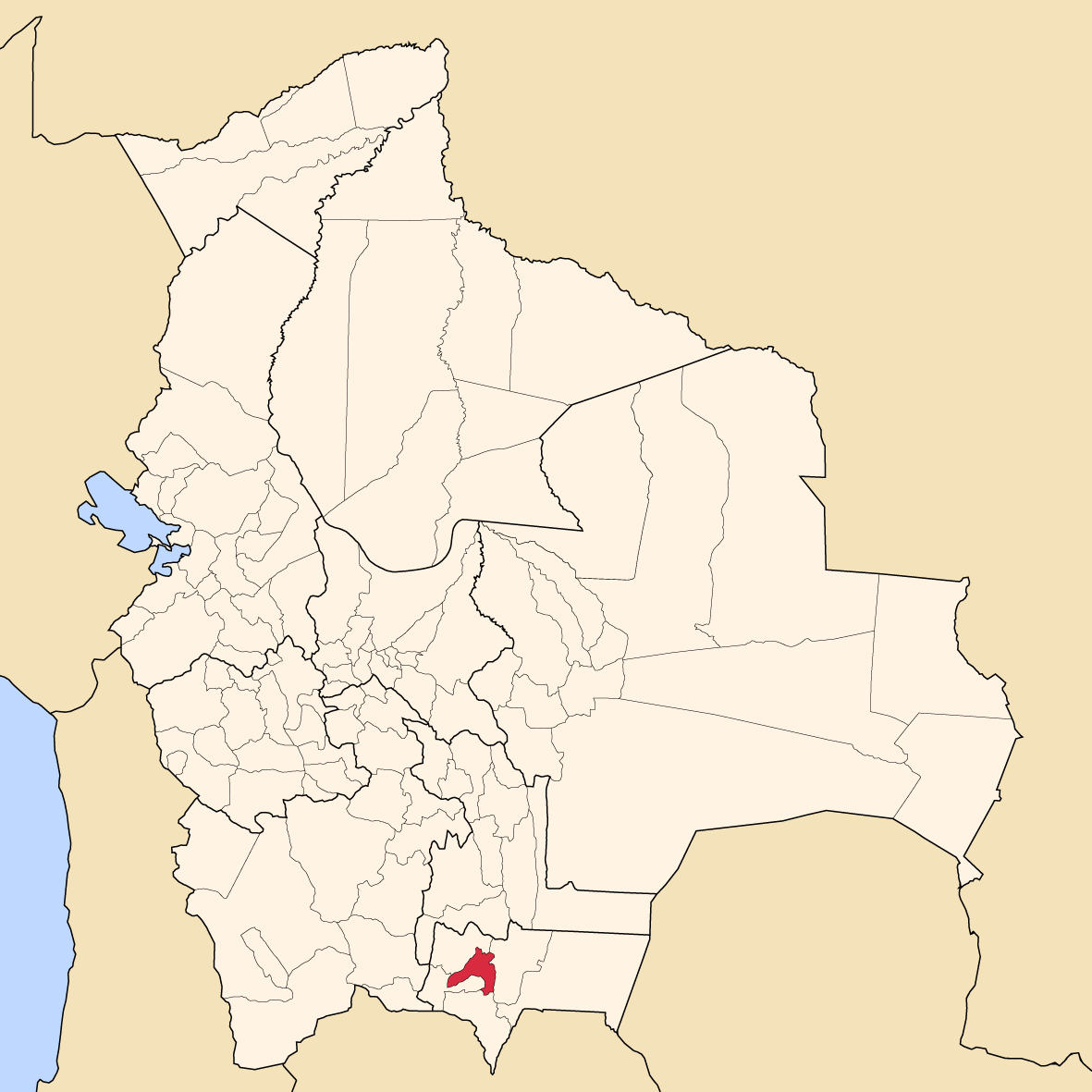
Provinsens läge i Bolivia

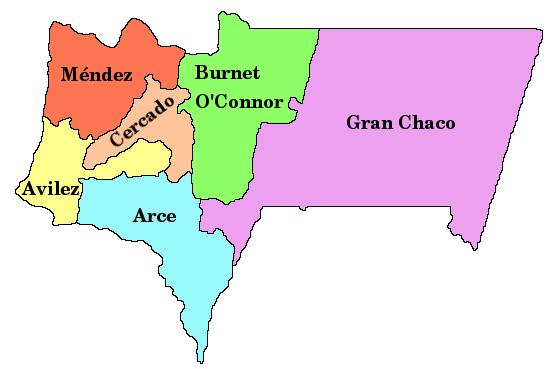
Provinser i Tarija

Cercado är en provins i departementet Tarija i Bolivia. Den administrativa huvudorten är Tarija.